# 長野県道340号姨捨停車場線

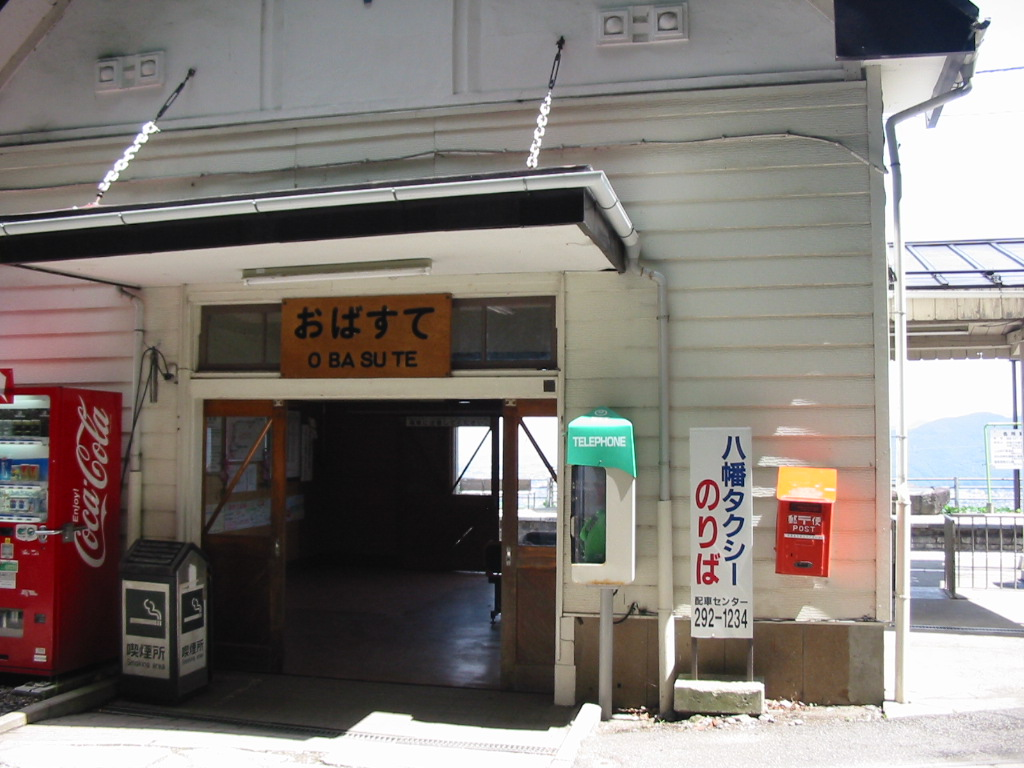
姨捨駅

長野県道340号姨捨停車場線（ながのけんどう340ごう おばすてていしゃじょうせん）は、長野県千曲市の篠ノ井線姨捨駅と国道18号交点を結ぶ一般県道。

## 概要

### 路線データ
- 起点：千曲市八幡（篠ノ井線姨捨駅）
- 終点：千曲市打沢（打沢交差点＝国道18号交点）

### 主要構造物
- 平和橋（へいわばし＝千曲市八幡 - 中）

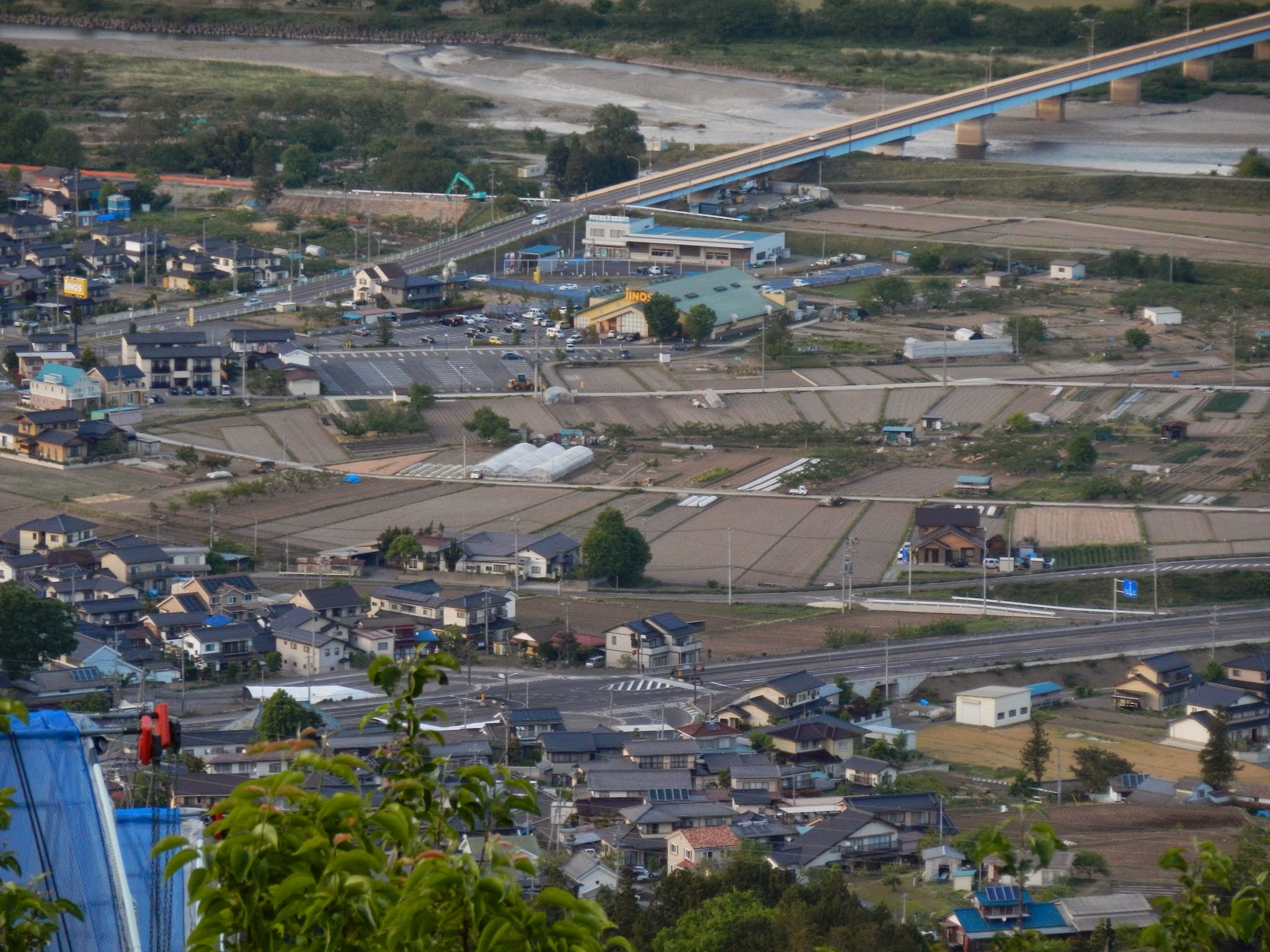
平和橋（右上）

  - 千曲川に架かる橋梁。以前は自動車の通行できない木橋であったが、1982年（昭和57年）に台風で流失したのち現在のコンクリート橋に架け替えられた。
  - 全長：580.8 m
  - 幅員：12.8 m

## 重複区間
- 国道403号（千曲市大字八幡地内）

## 別名
- 平和橋通り（平和橋・打沢交差点間）

## 交差・接続する道路
- 姨捨駅（千曲市八幡姨捨＝起点）
  - 長野県道338号内川姨捨停車場線
- （千曲市八幡姨捨付近）
  - 国道403号（北国西街道） - ※重複区間ここから
- 八幡峯交差点（千曲市大字八幡）
  - 国道403号（北国西街道）・国道18号（坂城更埴バイパス） - ※重複区間ここまで
- 八幡辻交差点（千曲市八幡辻）
  - 長野県道77号長野上田線
- 平和橋西詰（千曲市八幡辻）
  - 長野県道462号上田千曲長野自転車道線（上田千曲長野自転車道）
- 打沢（うっさわ）交差点（千曲市打沢・桜堂＝終点）
  - 国道18号（北国街道）

## 周辺
- 姨捨駅
- 大雲寺
- 武水別神社